# Giro delle Fiandre 1954
Il Giro delle Fiandre 1954, trentottesima edizione della corsa, fu disputato il 4 aprile 1954, per un percorso totale di 255 km. Fu vinto dal belga Raymond Impanis, al traguardo con il tempo di 7h33'00", alla media di 33,700 km/h, davanti a François Mahé e Alfons van den Brande.
I ciclisti che partirono da Gand furono 230; coloro che tagliarono il traguardo a Wetteren furono 38.

## Ordine d'arrivo (Top 10)
| Pos. | Corridore             | Squadra        | Tempo    |
| ---- | --------------------- | -------------- | -------- |
| 1    | Raymond Impanis       | Mercier-BP     | 7h33'00" |
| 2    | François Mahé         | Dilecta-Wolber | a 33"    |
| 3    | Alfons Van Den Brande | Libertas       | s.t.     |
| 4    | Marcel Rijckaert      | Mercier-BP     | s.t.     |
| 5    | Marcel De Mulder      | Terrot         | s.t.     |
| 6    | Marcel Hendrikx       | Peugeot        | a 45"    |
| 7    | André Rosseel         | Terrot         | s.t.     |
| 8    | Valère Ollivier       | Bertin         | s.t.     |
| 9    | Roger Decock          | Bertin         | s.t.     |
| 10   | Alfredo Martini       | Atala-Pirelli  | s.t.     |